# 堪培拉城市号
堪培拉城市号（英語：City of Canberra）是第一架于1989年交付给澳洲航空的波音747-438飞机，现时作为展品在澳大利亚卧龙岗历史飞机修复协会（HARS）航空博物馆展出。
该机获得澳洲注册号後，于1989年8月16日至17日从美国波音埃弗雷特工厂起飞前往伦敦希思罗机场，在加完油后直飞澳航总部悉尼金斯福德·史密斯机场。
截至2015年2月，该机所執行的伦敦—悉尼交付飛行航班，仍保持民航机最长的不经停不加油直飞交機航班的记录。

## 航机
该机注册号为VH-OJA，得名于澳大利亚首都堪培拉市，是交付给澳洲航空的第一架波音747-400飞机，38这个数字是波音给澳航的代码。飛機的结构沒有因為超長途飛行而變更（例如安装额外的油箱），仅从厨房、货舱中各拆除了一些设备而减轻重量。

## 飞行记录
该机1989年8月出厂调机途中曾经从伦敦希思罗机场飞往悉尼金斯福德·史密斯机场，飞行距离达到了18,001公里，总耗时为20小时9分钟。所用时间比1961年英国皇家空军的火神式轰炸机所创造的英国至澳大利亚最快不经停记录还要长六分钟。火神式轰炸机创造了最长的飞行时间记录（由商用飞机进行加油），火神式轰炸机携带的燃油不足以让它从英国皇家空军斯坎普顿基地飞往悉尼附近的里士满皇家空军基地，所以在飞行中需要加油机多次加油。
该航机还创造了747航班有史以来执飞的最短航班。2015年3月，从悉尼飞往卧龙岗机场，飞行时间约为12分钟。这一纪录后来被英国航空747-400打破，该飞机于2019年 11月从卡迪夫机场飞往皇家空军圣阿森基地，飞行时间为9分钟。

## 后续

### 在澳航
该航机一直由澳洲航空运营，2015年1月，澳航宣布退役其下的波音747机队，该航机随即退役。在澳航服役期间，该飞机执飞了13,000多个航班，搭载了超过300万名乘客。其最后一次载客航班是2015年1月13日至14日从约翰内斯堡飞往悉尼。

### 被安捷租赁
1994年10月，安捷航空（澳航当时主要的国内竞争对手）旗下的波音747-300（注册号：VH-INH）在悉尼机场降落时受损，随后堪培拉城市号被安捷湿租。另一架注册号为VH-OJL同属于澳航的747也被安捷租赁，用于在维修期间代替VH-INH所执飞的航线。

### 最后一次飞行
该航机于2015年3月8日通过交付航班捐赠给HARS航空博物馆。飞行员在模拟机上进行了着陆卧龙岗谢尔哈伯机场的训练，澳航为此减轻了飞机的重量，轮胎压力从典型的208磅每平方英寸降低到120磅每平方英寸，及携带25,400升燃油，而最大载可負載油量为217,000公升。

### 公开展示
该航机在退役后被公开展示。在参观HARS航空博物馆时，公众可以登上飞机内部参观。参观者可以与飞行员一起执行航前检查单、和塔台通话以及操纵机门等。

## 同名航机
该机的名称还出现在澳洲航空其他首批交付的飞机上，其中包括另外两架波音747。1959年7月交付的首架波音707-138、1971年8月交付的首架波音747-238和1984年11月交付的首架波音747-338均以该名称命名。
澳洲航空1967年购买的一架707-338C也以这个名字命名。在澳航之后多次拥有该型号飞机，诺斯罗普·格鲁曼公司于1992年购买了该707，并将其改装为美国空军的E-8指挥机。1996年，它成为第一架投入使用的E-8指挥机，美国空军将其运营到2022年2月10日，后退役。

## 圖廊
维基共享资源上的相關多媒體資源：堪培拉城市号

引擎
起落架舱
右侧起落架
垂直尾翼
蒙皮上的澳航标记
前起落架